# Alvito (Italie)
Pour les articles homonymes, voir Alvito.
Alvito est une commune italienne d'environ 2 600 habitants, située dans la province de Frosinone, dans la région du Latium, dans le Sud de l'Italie.

## Administration
| Période                                  | Période  | Identité       | Étiquette    | Qualité |
| ---------------------------------------- | -------- | -------------- | ------------ | ------- |
| 28 mai 2006                              | En cours | Duilio Martini | Lista Civica |         |
| Les données manquantes sont à compléter. |          |                |              |         |

### Hameaux
Castello, Peschio, Santa Maria del Campo, Sant'Onofrio, Val di Rio 

### Communes limitrophes
Atina, Campoli Appennino, Casalvieri, Gallinaro, Pescasseroli, Posta Fibreno, San Donato Val di Comino, Vicalvi

### Évolution démographique

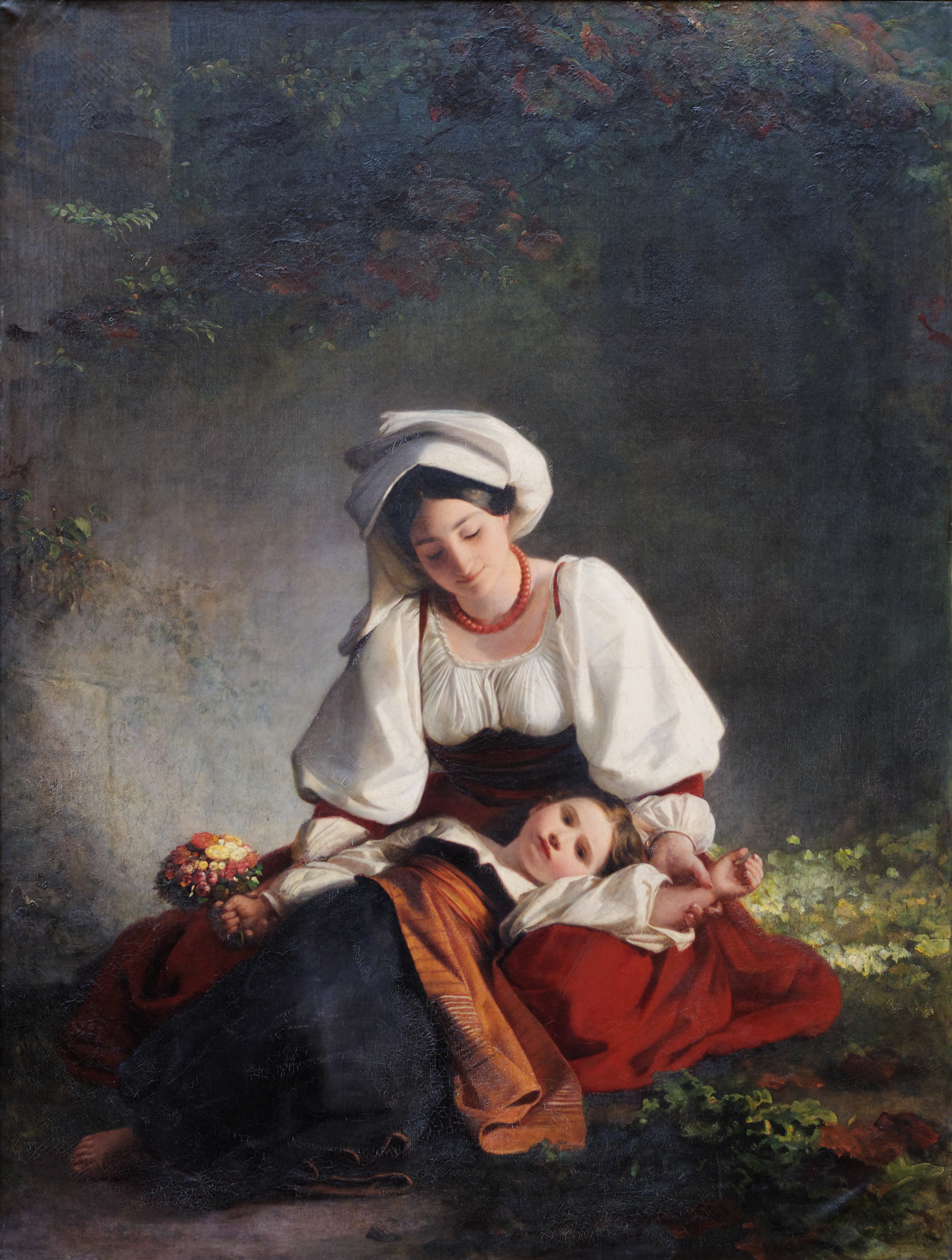
Une mère d'Alvito, August Riedel (1848)

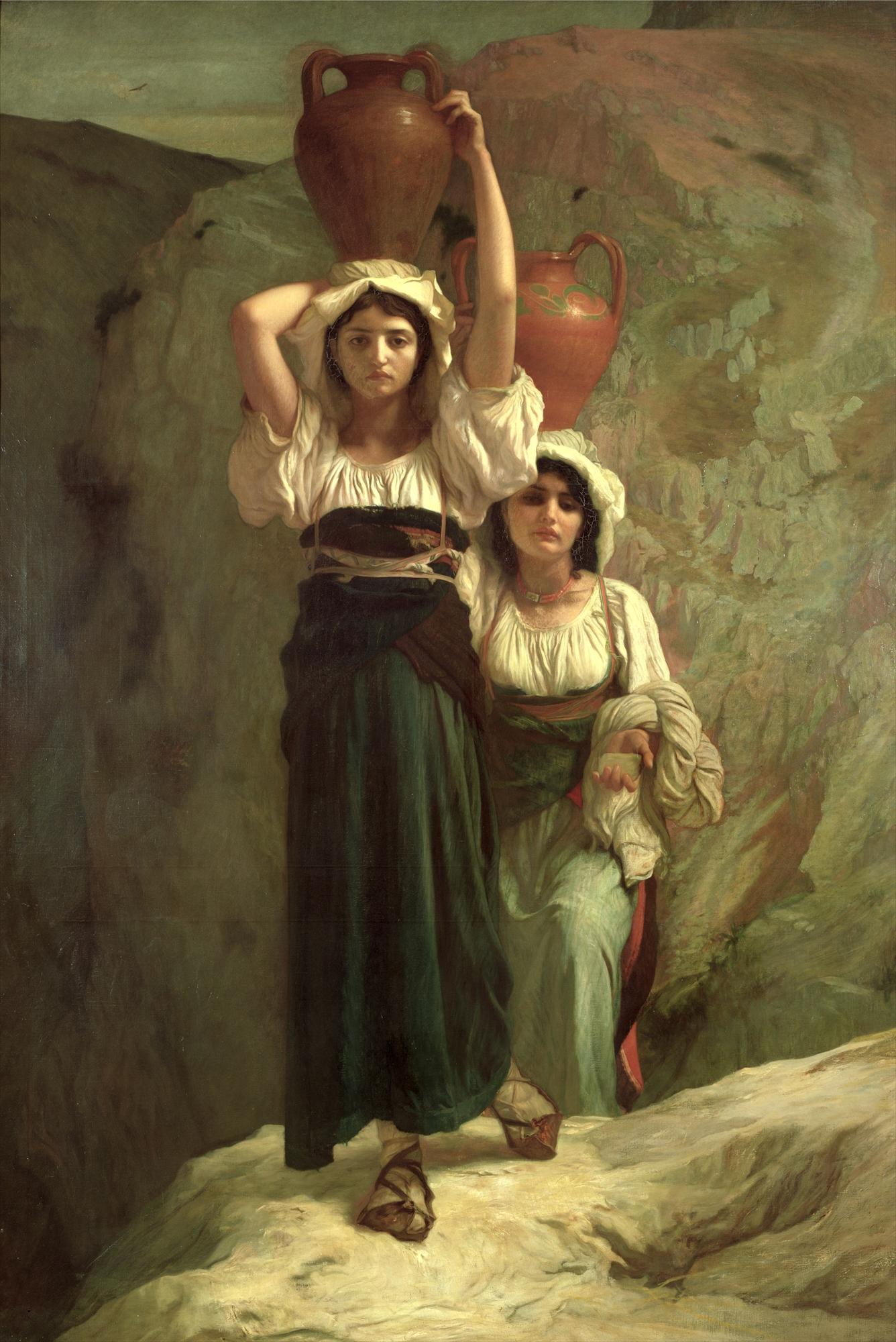
Ernest Hébert, Les Filles d'Alvito (1855), Paris, musée Hébert

.
Habitants recensés

## Personnalités
- Antonio Fazio
- Erminio Sipari